# می‌خواهم زنده بمانم (ترانه اسکیلت)
می‌خواهم زنده بمانم (به انگلیسی: I Want to Live) آهنگی از گروه کریستین راک اسکیلت است که به‌عنوان تک‌آهنگ تبلیغاتی از نهمین آلبوم آنها، رها شده منتشر شد.

## پس‌ زمینه
جان کوپر پس از کنسرتی در روسیه، در حالی که در خیابان‌های مسکو پرسه می‌زد، تصمیم گرفت آهنگ «می‌خواهم زنده بمانم» را بنویسد. یکی از طرفدارانش نامه‌ای به گروه داده بود که در آن از افسردگی‌اش گفته بود. او در مدرسه مورد تمسخر قرار می‌گرفت و حتی به خودکشی فکر کرده بود، اما موسیقی اسکیلت باعث شد که او بخواهد زندگی کند. کوپر تحت تأثیر جملهٔ «می‌خواهم زنده بمانم» قرار گرفت.

## نمودارها
| نمودار                       | موقعیت |
| ---------------------------- | ------ |
| ترانه‌های داغ مسیحی           | ۱۹     |
| ترانه‌های داغ راک و آلترناتیو | ۳۸     |

## پرسنل
- جان کوپر — خواننده اصلی، گیتار بیس
- کوری کوپر — گیتار ریتم، کیبورد
- جن لجر — درام، خواننده
- ست موریسون — گیتار لید